# تشيغويل (محطة مترو أنفاق لندن)
تشيغويل (بالإنجليزية: Chigwell)‏ هي إحدى محطات مترو أنفاق لندن. تقع على خط سينترال أفتتحت في المنطقة (Zone) رقم 4 أفتتحت في 1 مايو 1903، 21 نوفمبر 1948.